# Lori Melien
Lori Melien, née le 11 mai 1972 à Calgary, est une nageuse canadienne.

## Biographie
Aux Jeux olympiques d'été de 1988 à Séoul, Lori Melien remporte la médaille de bronze à l'issue de la finale du relais 4 × 100 m 4 nages en compagnie de Allison Higson, Jane Kerr et Andrea Nugent.